# 湯めぐり周遊券
湯めぐり周遊券（ゆめぐりしゅうゆうけん）とは、全国各地の温泉街の温泉施設や観光スポットで利用できる入浴券やサービス券の総称である。

## 概要
「湯めぐりパスポート」や「湯めぐり手形」は、地域ブランドの一つで、湯めぐりを題材に導入された特別な入浴券やサービス券である。これらは通常、定められた期間の間、複数の温泉施設や観光スポットで利用することができ、割引や特典を受けることができる。
外湯めぐり発祥の地と呼ばれる城崎温泉では、温泉をハシゴしながら食べ歩きや観光を効率的に楽しんで貰うことを目的として、2010年（平成22年）11月から「ゆめぱ」という名称で本サービスが導入された。

## 各地の湯めぐり周遊券

### 城崎温泉「ゆめぱ」

#### 導入された背景
兵庫県豊岡市の城崎温泉では、温泉をハシゴしながら食べ歩きや観光を効率的に楽しんでもらうことを目的として、2010年（平成22年）11月から「ゆめぱ」という名称で導入された。また、導入した狙いとしては、ゆめぱを利用するたびに得られるデータを活用し、宿泊客の行動を把握することにもある。

#### 対象施設
- 鴻の湯
- まんだら湯
- 御所の湯
- 一の湯
- 柳湯
- 地蔵湯
- 駅舎温泉　さとの湯

（2023年11月時点）

#### 利用方法
「ゆめぱ」は山本吉伸によって開発された、外湯や温泉街の加盟店の支払いを宿泊先の宿で、宿泊費と一緒に精算できるシステムである。チェックアウト後の午前10時から午後3時30分まで、ゆめぱを提示すると外湯が延長割引料金で利用することができる。外湯で発券される一日入浴券もデジタル化されるため、おサイフケータイかICカードに登録することで、開湯している城崎温泉街の外湯で一日「外湯めぐり」が可能になる。外湯に入るときは、外湯の受付でバーコード外湯券もしくは認証されたおサイフケータイ・ICカードを読取装置にかざすだけで入場できる。
また、温泉街にある7つの外湯をはじめ、城崎文芸館などの主要な観光施設ではバーコード外湯券やおサイフケータイ・ICカードを端末にかざすことで音声ガイダンスを聞くことができる。音声ガイダンスの言語は、旅館にチェックインする際に日本語か英語を選択する。

### ニセコ温泉「ニセコ湯めぐりパス」

#### 導入された背景
北海道ニセコ町のニセコ山系エリアにはたくさんの温泉が点在し（ニセコ温泉郷）、それぞれが固有の泉質を持っており、そのバリュエーションの豊富さを味わってもらうために「ニセコ湯めぐりパス」を開始した。また、2023年（令和5年）9月にリニューアルされた。

#### 対象施設
- 綺羅乃湯
- 蘭越町交流促進センター 幽泉閣
- まっかり温泉
- ワイス温泉
- 寿都温泉ゆべつのゆ
- 蘭越町交流促進センター 雪秩父
- 黄金温泉

- ホテル甘露の森
- ニセコグランドホテル
- ワン・ニセコ・リゾート・タワーズ
- いこいの湯宿いろは
- ニセコ五色温泉
- 湯元ニセコプリンスホテル ひらふ亭
- 山翠ニセコ
- いわない温泉 おかえりなさい

（2023年11月時点）

### 草津温泉「ちょいな三湯めぐり手形」
「ちょいな三湯めぐり手形」は草津温泉の3つの温泉に入浴でき、3つの温泉を巡ることで三湯めぐり名人の完湯認定書が貰える。手形は絵葉書になっているため記念品にもなる。

#### 対象施設
- 御座之湯
- 大滝乃湯
- 西の河原露天風呂

（2023年11月時点）

### 有馬温泉「有馬・六甲周遊1dayパス」

#### 導入された背景
兵庫県神戸市の有馬温泉では、1995年（平成7年）の阪神・淡路大震災後、落ち込んでいた観光客数の回復を図るために始まった。有馬温泉と付近にある六甲山の魅力を伝え、観光客の誘致のために公共交通機関や交通局7社が、神戸市生活文化観光局などと連携し、神戸国際観光コンベンション協会が共同で、有馬温泉の「金の湯」「銀の湯」が利用できる入浴券がセットになった周遊乗車券「有馬六甲周遊パス」を発売した。

#### 対象施設
- 金の湯
- 銀の湯

（2023年11月時点）

### 下呂温泉「湯めぐり手形」
「湯めぐり手形」は、手形1枚で、手形加盟旅館の中から3箇所を選んで入浴することが可能。宿泊旅館以外の旅館のお風呂や日帰りで旅館のお風呂を利用したい時にも利用できる。

#### 対象施設
- 水明館
- 望川館
- 下呂温泉山形屋
- 小川屋
- 紗々羅
- 吉泉館竹翠亭
- 下呂彩朝楽本館
- 下呂彩朝楽別館
- 木曽屋
- 富岳
- いずみ荘
- トロン温泉神明山荘
- ひだ山荘
- 白鷺乃湯
- クアガーデン露天風呂

（2023年11月時点）

### 白浜温泉「湯めぐり札」

#### 導入された背景
千葉県南房総市の白浜温泉では、歴史ある温泉、宿泊するホテルの湯を楽しんでもらうのと同時に、様々な種類の温泉や、波打ち際の温泉「崎の湯」、ラグジュアリーホテルの内湯をめぐってほしいという思いから導入された。

#### 対象施設
- ホテルサンリゾート白浜「大浴場」
- 湯快リゾートプレミアム白浜彩朝楽「彩の湯」「朝の湯」
- 湯快リゾートプレミアム白浜御苑「白梅の湯」「紅梅の湯」
- 湯快リゾートプレミアム　ホテル千畳「千寿の湯」
- 紀州・白浜温泉武蔵「楽湯」（※現在「湯めぐり」は休止中）
- 白良荘グランドホテル「松風」「潮風」
- HOTEL SHIRAHAMAKAN （白浜館）「柿乃葉の湯露天風呂」
- 南紀白浜マリオットホテル「展望露天風呂」
- ホテル三楽荘「夕月」「宵待」
- SHIRAHAMA KEY TERRACE ホテルシーモア「大浴場　海の湯」
- 浜千鳥の湯　海舟「大浴場　梅つばき」
- 崎の湯露天風呂
- 牟婁の湯
- 白良湯

（2023年11月時点）

### 黒川温泉「入湯手形」

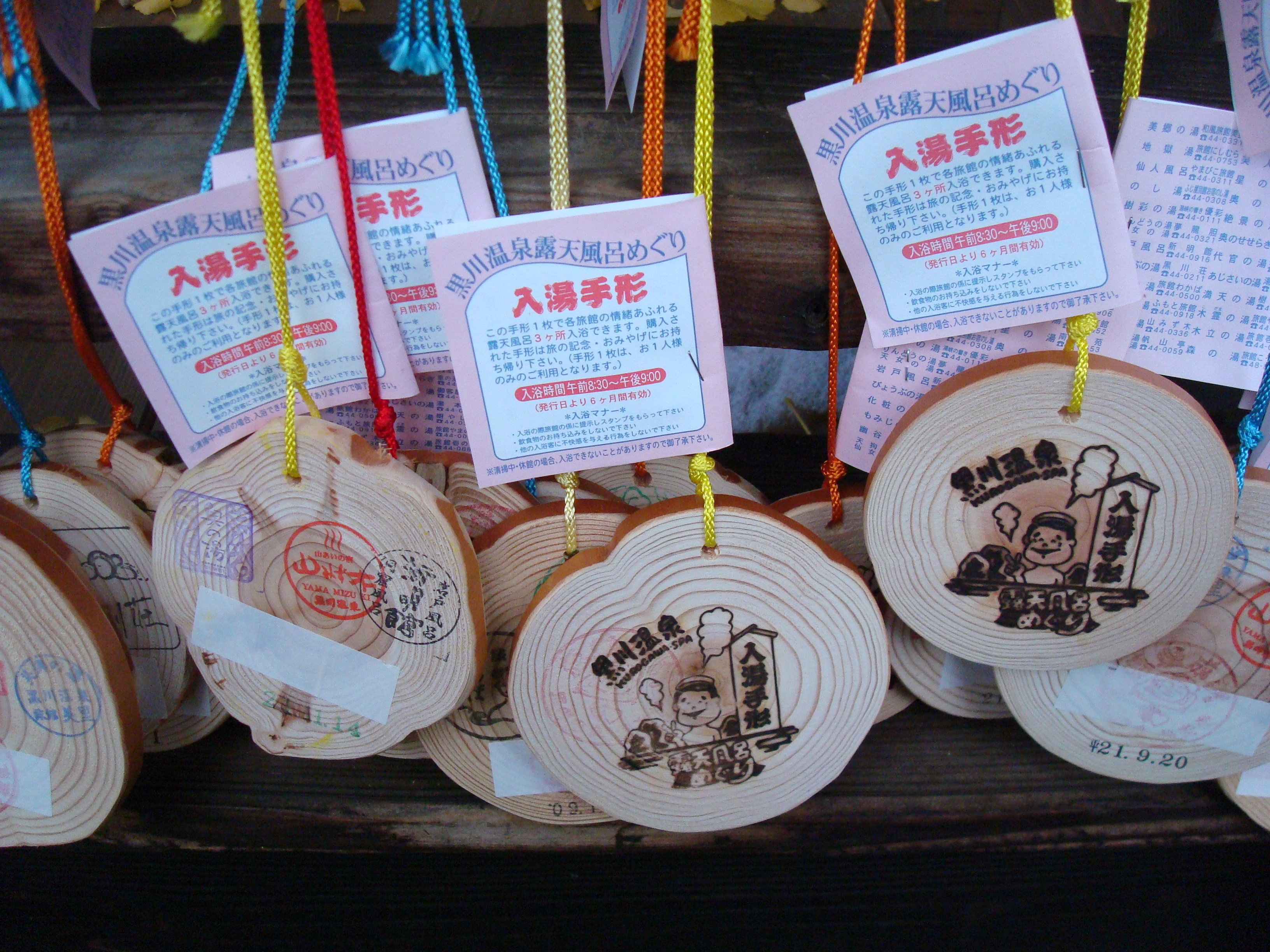
黒川温泉の入湯手形

#### 導入された背景
戦後、熊本県阿蘇郡南小国町の黒川温泉郷は6軒の旅館によってスタートし、「露天風呂を集めた温泉街」をコンセプトに、ともに助け合い、温泉郷全体で景観づくりに取り組んだ。しかし、その中に、露天風呂を作れない2軒の宿があり、そこにも集客されるように助け合いの信条の下に誕生したのが「入湯手形」の始まりである
。

#### 対象施設
- いこい旅館
- 旅館  壱の井
- 旅館  奥の湯
- いやしの里  樹やしき
- お宿  玄河
- 黒川荘
- 黒川温泉御処  月洸樹
- こうの湯
- 旅館  山河
- 新明館
- 瀬の本高原ホテル
- 旅館  南城苑
- 旅館  にしむら
- お宿  のし湯
- ふじ屋
- ふもと旅館＆別館「麓庵」
- 源流の宿  帆山亭
- 和風旅館  美里
- 山みず木別邸  深山山荘
- やまびこ旅館
- 山みず木
- 湯峡の響き  優彩
- 夢龍胆
- 夢龍胆  花泊まり
- 湯本荘
- 歴史の宿  御客屋
- 旅館  わかば
- 里の湯  和らく

（2023年11月時点）

### 小浜温泉「湯めぐり札」

#### 導入された背景
長崎県雲仙市の小浜温泉では、2023年（令和5年）3月より、海の小浜温泉、山の雲仙温泉のロケーションや泉質が大きく違う温泉を楽しんでもらうために小浜温泉観光協会と雲仙温泉観光協会は「湯めぐり札」を発売した。また、同協会は街歩きのモデルコースや小浜マップを提供している 。

#### 対象施設
- 蒸気家
- 春陽館
- 山田屋
- 伊勢屋
- つたや旅館
- 旅館ゆのか
- 旅館富士屋（※休館中）
- 旅館和多屋
- 福徳屋旅館
- 旅館國崎
- 寿楽
- 浜の湯
- 脇浜温泉浴場
- 波の場「茜」
- YUASOBI
- 望洋荘

（2024年1月時点）

### 福地温泉「のくとまり入湯手形」

#### 導入された背景
岐阜県高山市の福地温泉では、2013年（平成25年）2月から、これまで1泊1湯であったシステムから、来場客の要望の多かった複数宿の入浴を実現するために「のくとまり入湯手形」が開始された。

#### 対象施設
- 化石館　昔ばなしの里　五平餅村　萬葉館　共同浴場「石動の湯」
- 飛水
- 内山
- 故郷
- 山水
- 粋泉荘
- 草円
- 福地館
- かつらの木の郷
- ひだ路
- 孫九郎
- 長座

（2023年11月時点）